# Convergencia
Convergencia – meksykańska, lewicowa partią polityczną o profilu socjaldemokratycznym. Została założona przez byłych członków Partii Rewolucyjno-Instytucjonalnej. Pod nazwą „Convergencia” występowała od 2002 roku (wcześniej nosiła nazwę Convergencia por la Democracia). Pierwszymi wyborami, w jakich ugrupowanie wzięło udział, były wybory do parlamentu w roku 2000, kiedy to Convergencia startowała z list lewicowej koalicji Alianza por México. Trzy lata później samodzielna lista partii uzyskała 2,3% poparcia. W 2006 roku partia weszła w skład nowej koalicji wyborczej – Coalición por el Bien de Todos, kandydaci partii uzyskali wówczas 17 mandatów poselski i 5 senatorskich. Convergencia była na meksykańskiej scenie politycznej uznawana za partię centrolewicową i socjaldemokratyczną. Na miejsce rozwiązanej w 2011 roku partii została utworzona nowa – Movimiento Ciudadano.